# Carrie ten Napel
Catharina Eline (Carrie) ten Napel (Harderwijk, 10 februari 1980) is een Nederlands (sport)journaliste en presentatrice. Ze is een dochter van Evert ten Napel.

## Biografie
Ten Napel doorliep de RSG Slingerbos en deed daarna een hbo-opleiding toerisme in Amsterdam voor ze op de sportredactie van TV Oost ging werken. Vier jaar daarna presenteerde ze daar Sport op Maandag en later zes jaar het dagelijkse programma En Dan Nog Even Dit. Voor TV Gelderland presenteerde ze Clubgenoten en samen met haar vader Sparren. Voor Tien, later RTL 4, deed ze bij het programma De Wedstrijden interviews. 
Vanaf de zomer van 2013 was ze in dienst bij Fox Nederland waar ze een van de vaste presentatoren van het dagelijkse programma FOX Sport Centraal was. Na één seizoen verdween dit programma. In de herfst van 2014 stapte Ten Napel over naar Omroep MAX om daar het programma Hallo Nederland te presenteren samen met Jeroen Latijnhouwers. Op 9 september 2018 maakte Ten Napel haar debuut op NPO Radio 1 als (mede)presentator van De Perstribune. Ook is ze te zien als medepresentator in het programma Droomhuis Gezocht, samen met Sybrand Niessen. Rond de jaarwisseling van 2019/2020 presenteerde ze het programma Op weg: Hunebed Highway in de provincie Drenthe, de geboortegrond van haar vader.
Van 2020 tot juni 2024 presenteerde Ten Napel het tv-actualiteitenprogramma Op1, samen met Charles Groenhuijsen. Vanaf 2020 is Ten Napel de verslaggever van het live televisie-evenement Scrooge Live. Sinds 2024 presenteert ze het praatprogramma Carrie op Vrijdag.

## Persoonlijk
Ten Napel en haar een dag jongere partner Michiel Teeling hebben samen een zoon en een dochter.